# خدمه خرابکار (فیلم ۲۰۰۰)
خدمه خرابکار (به انگلیسی: The Wrecking Crew) یک فیلم اکشن، جنایی و درام آمریکایی محصول سال ۲۰۰۰ به کارگردانی آلبرت پایون می‌باشد.

## خلاصه داستان
گروهی از نیروهای دولتی سطح بالا به منظور انجام یک مأموریت مرگبار به خیابان‌ها اعزام می‌شوند.